# ۷۶۸ (میلادی)
۷۶۸ (میلادی) هفتصد و شصت و هشتمین سال تقویم میلادی است.

## درگذشتگان
‎